# Moline (Kansas)
Moline è un comune degli Stati Uniti d'America, situato nello Stato del Kansas, nella contea di Elk.